# Jeanne-Charlotte d'Anhalt-Dessau
Jeanne-Charlotte d'Anhalt-Dessau (6 avril 1682 – 31 mars 1750) est une princesse d'Anhalt-Dessau de la Maison d'Ascanie par la naissance et margravine de Brandebourg-Schwedt, par mariage. De 1729 jusqu'à sa mort, elle est Abbesse de l'Abbaye de Herford.

## Biographie
Jeanne-Charlotte est la plus jeune fille de Jean-Georges II d'Anhalt-Dessau (1627-1693), de son mariage avec Henriette-Catherine d'Orange-Nassau (1637-1708), fille du Prince Frédéric-Henri d'Orange-Nassau. 
Le 25 janvier 1699 elle épouse Philippe-Guillaume de Brandebourg-Schwedt (1669-1711), à Oranienbaum. Bien que le couple ait son propre palais à Berlin, ils vivent la plupart du temps à Schwedt. Après la mort de son mari, Jeanne-Charlotte s'installe de nouveau à Berlin et s'occupe de l'éducation de ses enfants.
En 1729, elle est élue abbesse de l'Abbaye de Herford, qui se trouvait sous la protection de Prusse. Elle prête serment comme nouvelle abbesse, le 10 octobre 1729, mais vit dans un premier temps, à Buchholz. Ce n'est qu'en 1735 qu'elle fixe sa résidence permanente à Herford. En 1729, elle ajoute un ordre séculier à son abbaye et accepte 17 chanoinesses. Elle a nommé Hedwige Sophie de Schleswig-Holstein-Gottorp comme coadjuteur. Elle lui succédera.
Jeanne-Charlotte est morte d'une "attaque d'apoplexie", sans être malade, dans la nuit du 30 au 31 mars 1750. Elle a été enterrée dans la crypte de la Collégiale de la Chapelle de Herford, qui vient d'être rénové.

## Descendance
De son mariage avec Philippe-Guillaume de Brandebourg-Schwedt, Jeanne-Charlotte a les enfants suivants:
- Frédéric-Guillaume de Brandebourg-Schwedt (1700-1771), margrave de Brandebourg-Schwedt, marié en 1734, à la princesse Sophie-Dorothée de Prusse (1719-1765)
- Frédérique Dorothée Henriette (1700-1701)
- Henriette-Marie de Brandebourg-Schwedt (1702-1782), mariée en 1716, à Frédéric-Louis de Wurtemberg (1698-1731)
- George Guillaume (1704-1704)
- Henri-Frédéric de Brandebourg-Schwedt (1709-1788), margrave de Brandebourg-Schwedt, marié en 1739, à la princesse Léopoldine-Marie d'Anhalt-Dessau (1716-1782)
- Charlotte (1710-1712)